# Laureana di Borrello
Laureana di Borrello est une commune italienne de la province de Reggio de Calabre, dans la région Calabre.

## Culture
Les saints patrons de la ville sont Gregorio Taumaturgo fêté le 17 novembre et Maria SS del Carmine, le 16 juillet.

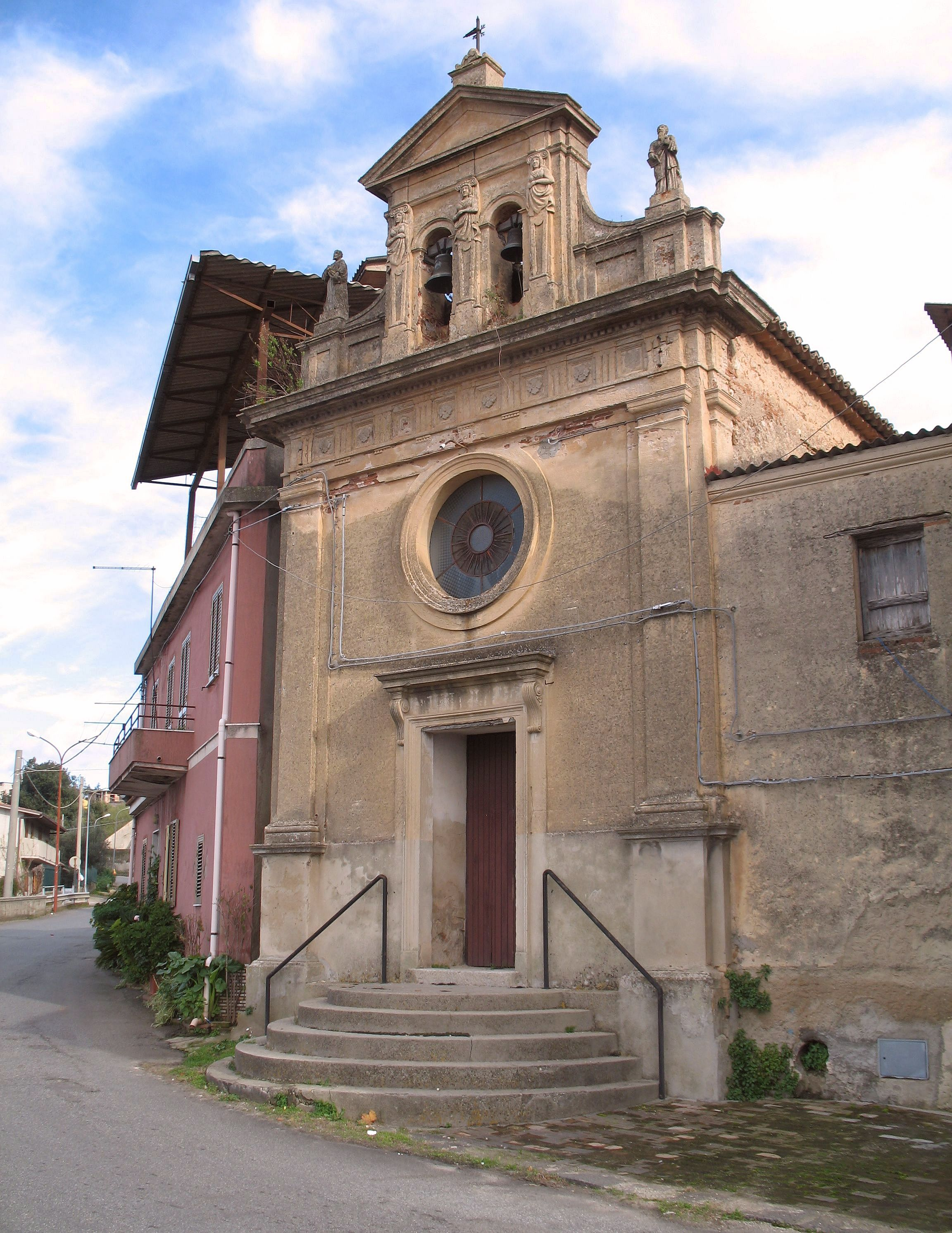
Église de San Francesco di Paola.
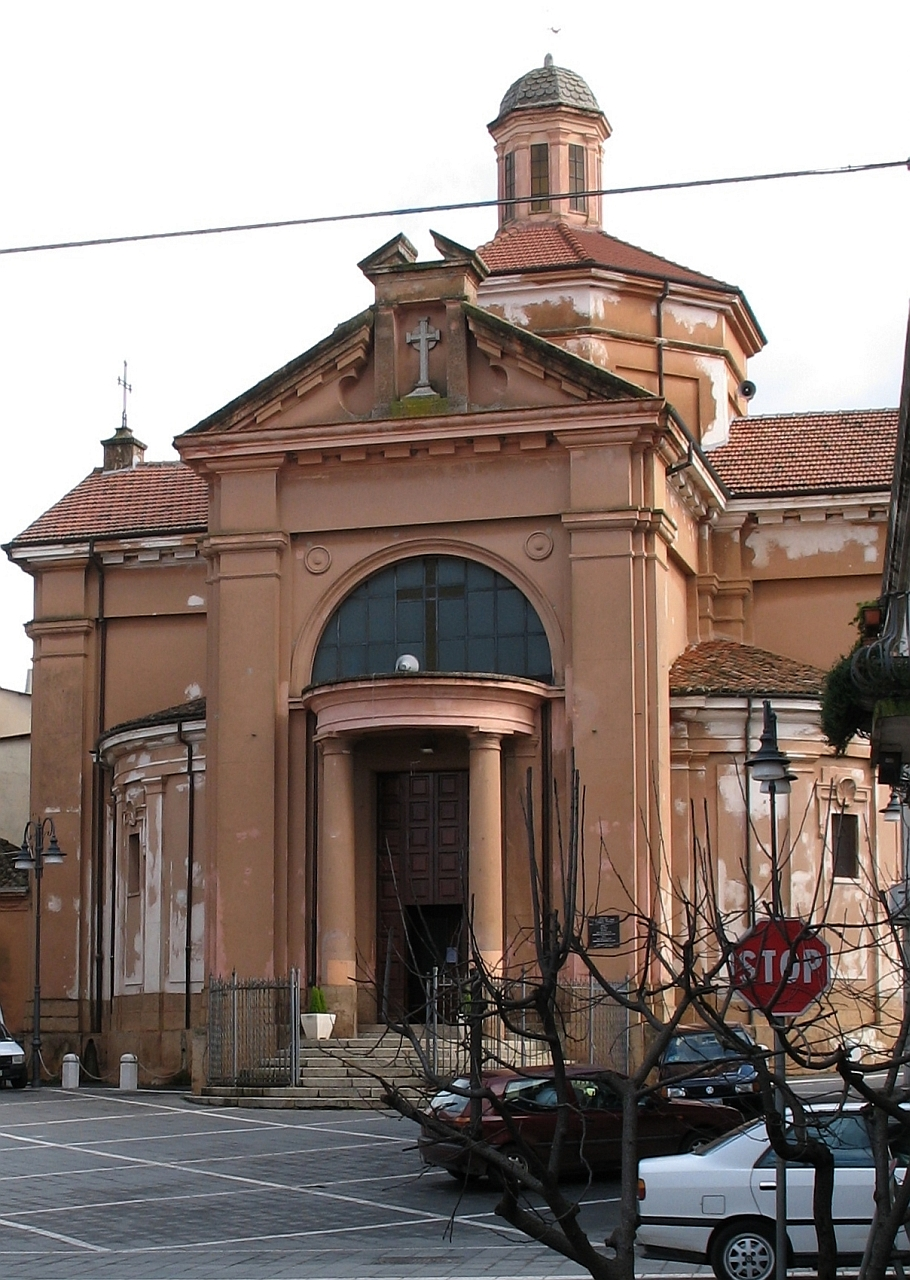
Église Madre.
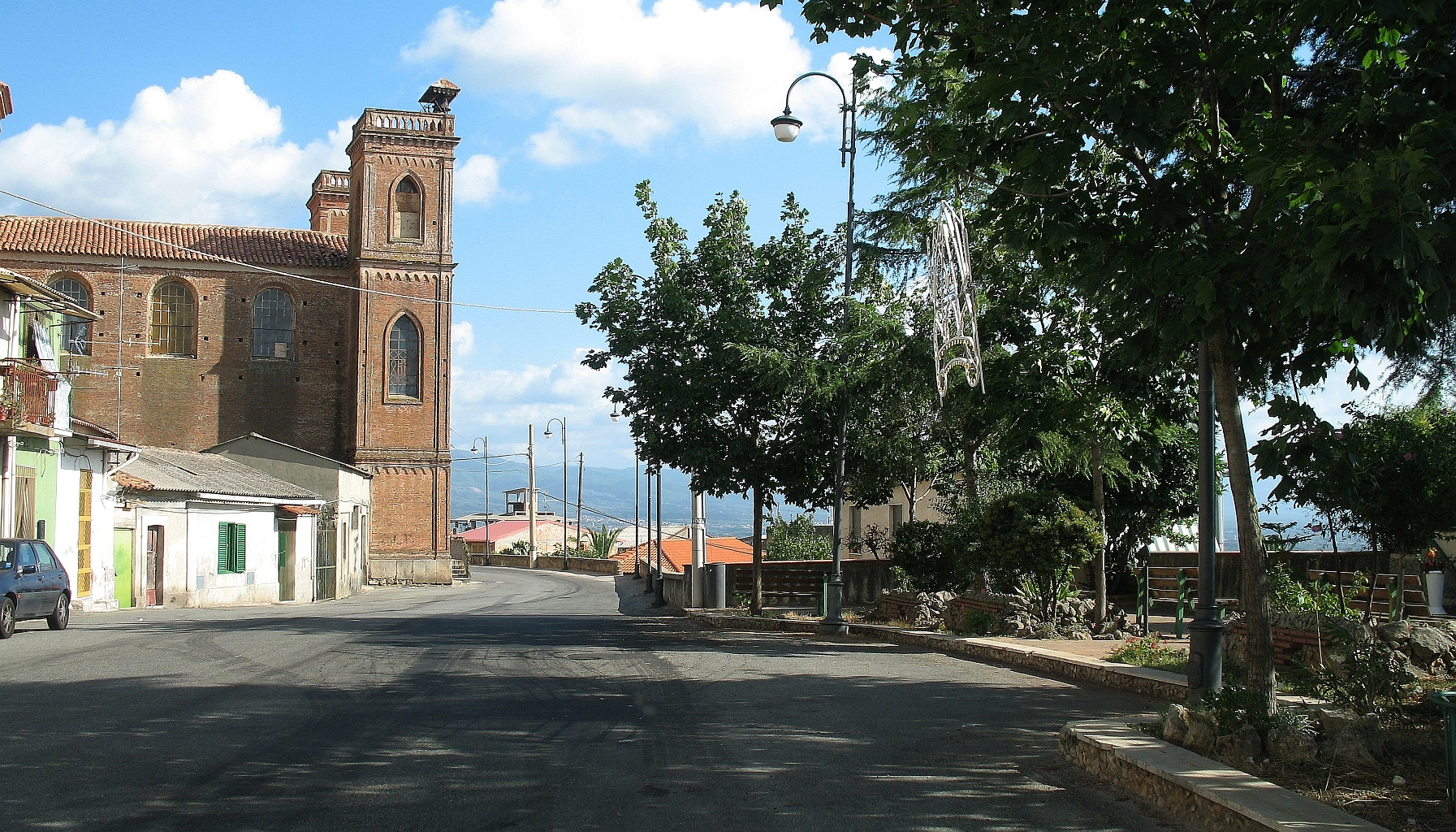
Rue Belvedere - église San Antonio.
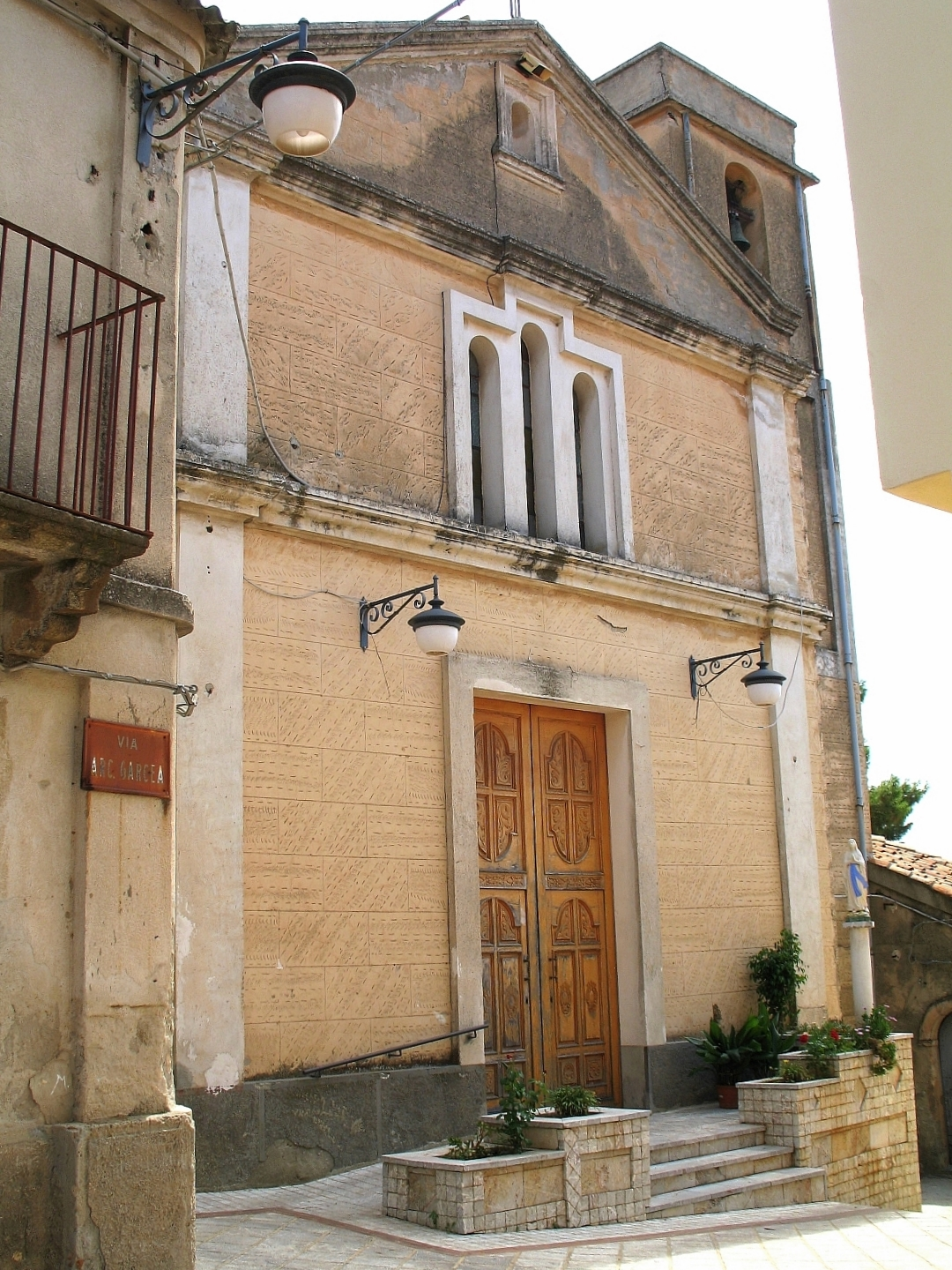
Église Sant'Elia.
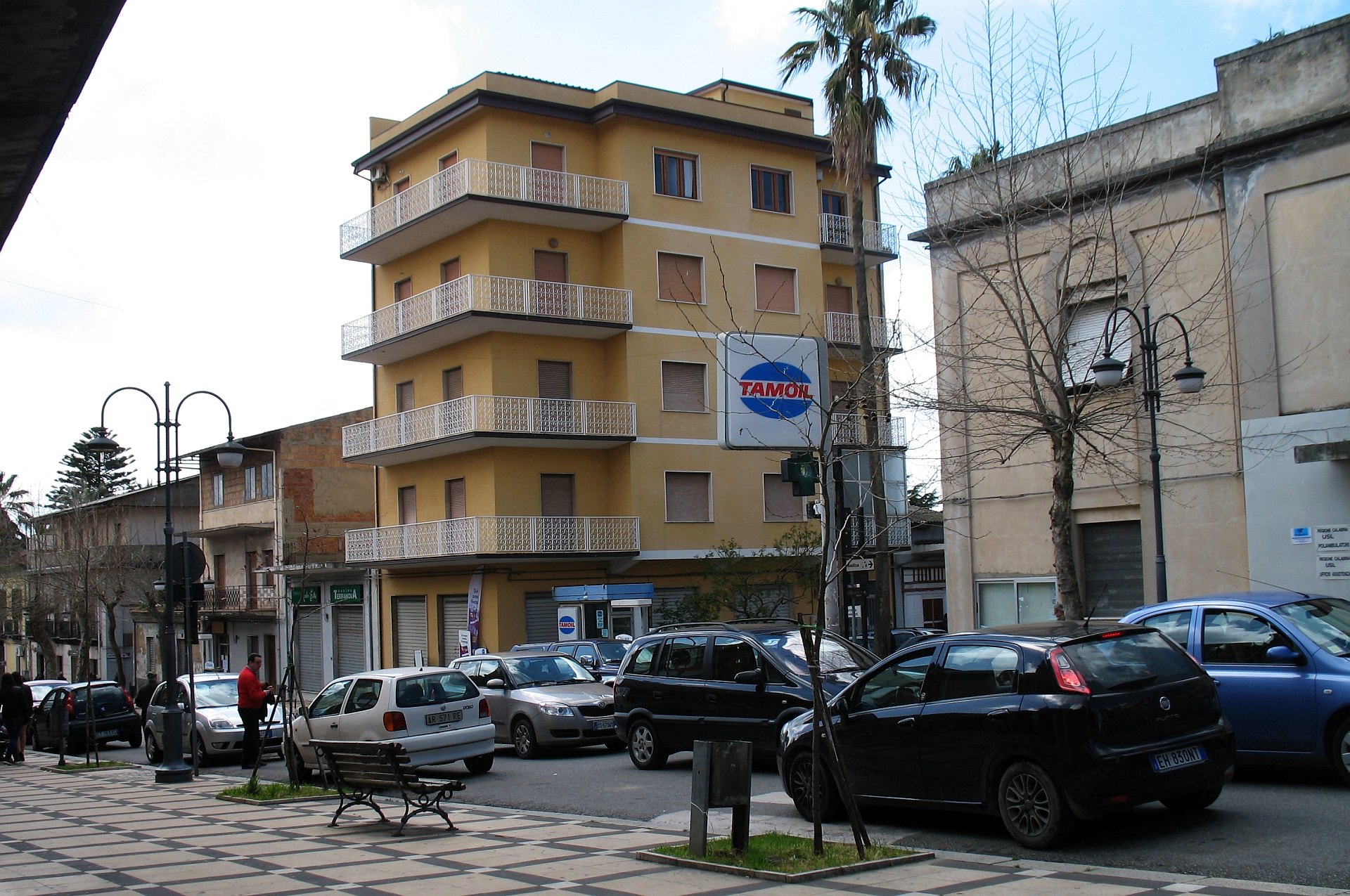
Viale Margherita.

## Administration
| Période                                  | Période  | Identité                  | Étiquette         | Qualité |
| ---------------------------------------- | -------- | ------------------------- | ----------------- | ------- |
| mai 2012                                 | mai 2017 | Paolo Alvaro              | Avanti tutta      |         |
| mai 2017                                 | mai 2019 | Commissario straordinario |                   |         |
| mai 2019                                 | En cours | Alberto Morano            | Cambiamo Laureana |         |
| Les données manquantes sont à compléter. |          |                           |                   |         |

### Communes limitrophes
Candidoni, Feroleto della Chiesa, Galatro, Rosarno, San Pietro di Caridà, Serrata.